# Macroglossum pyrrhosticta
Macroglossum pyrrhosticta är en fjärilsart som beskrevs av Butler 1875. Macroglossum pyrrhosticta ingår i släktet Macroglossum och familjen svärmare. Inga underarter finns listade i Catalogue of Life.

## Bildgalleri

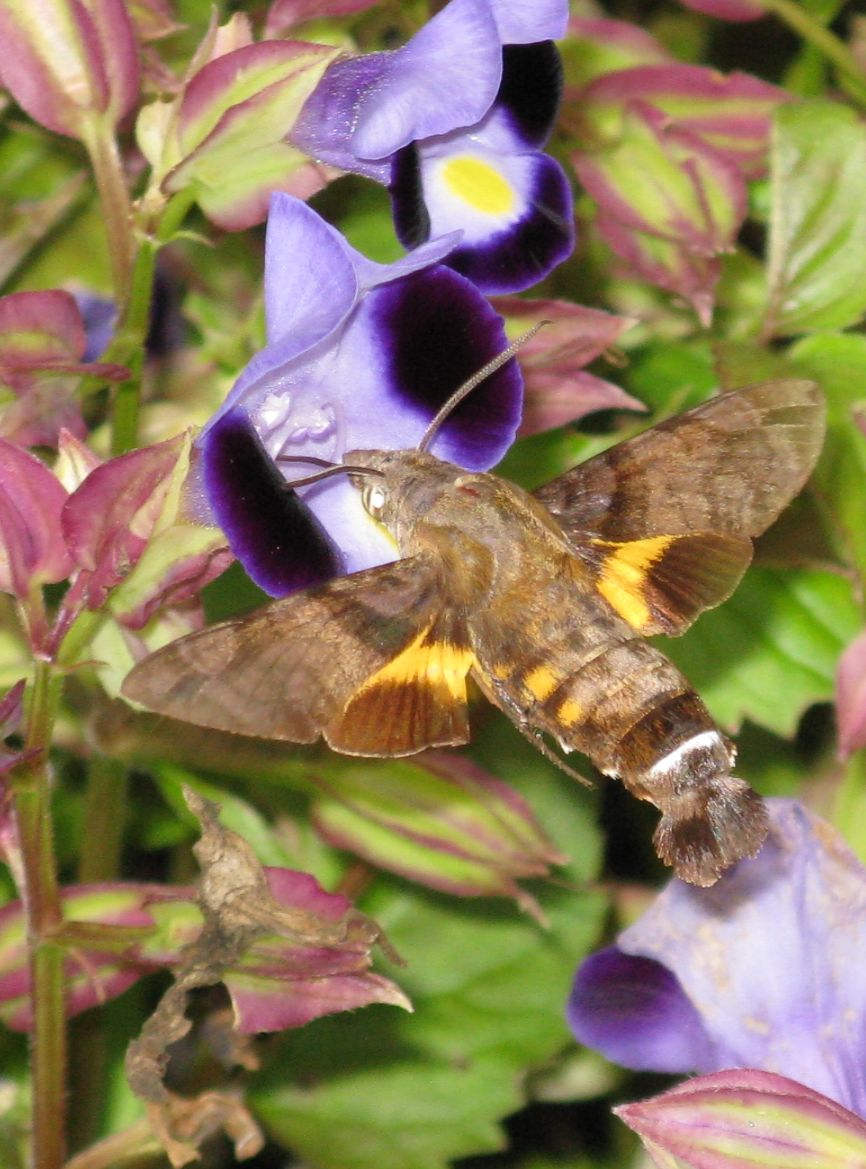
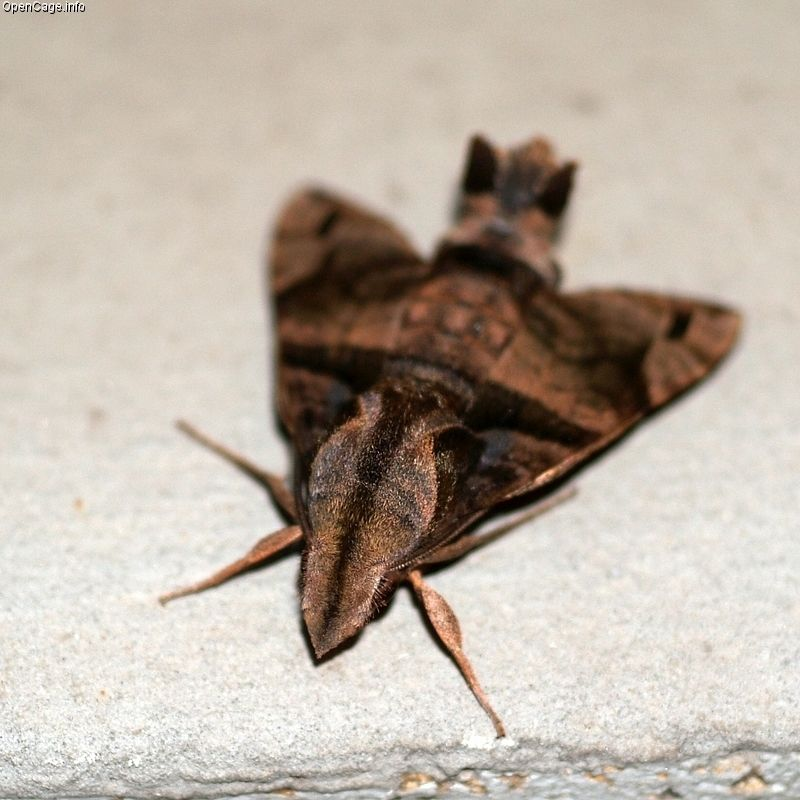